# Epomops buettikoferi
Epomops buettikoferi é uma espécie de morcego da família Pteropodidae. Pode ser encontrada no Senegal, Guiné-Bissau, Serra Leoa, Guiné, Libéria, Costa do Marfim, Gana e Nigéria.